# Merremia flagellaris
Merremia flagellaris är en vindeväxtart som först beskrevs av Jacques Denys Denis Choisy, och fick sitt nu gällande namn av O'donell. Merremia flagellaris ingår i släktet Merremia och familjen vindeväxter. Inga underarter finns listade i Catalogue of Life.

## Bildgalleri

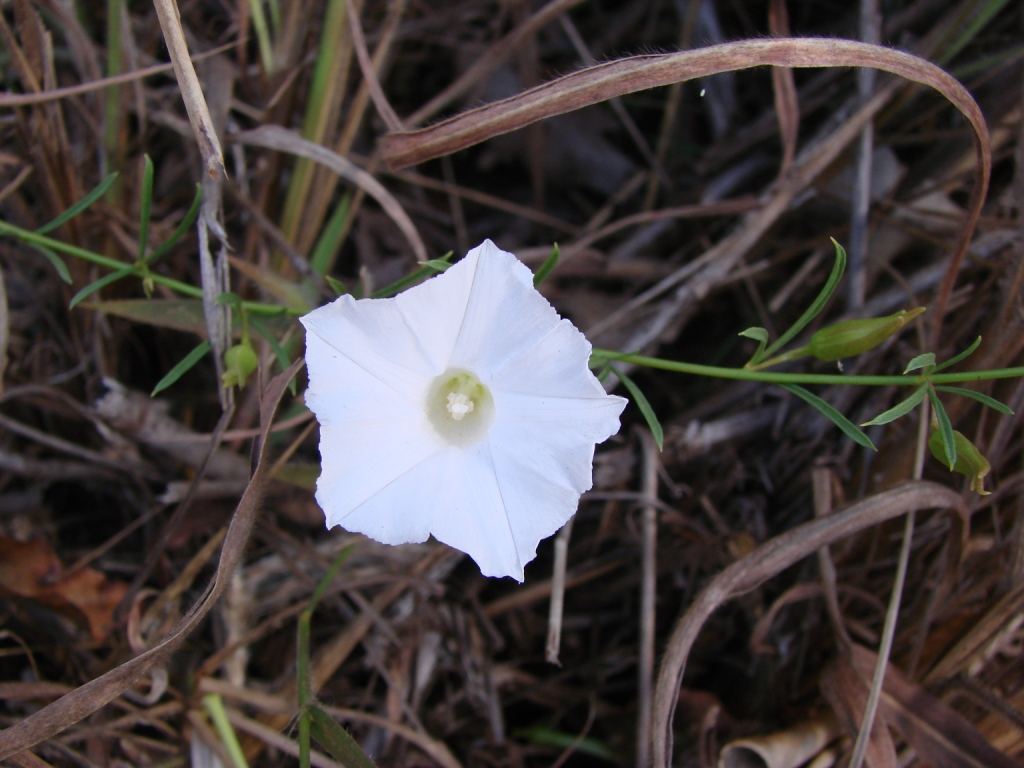